# Boekenstad

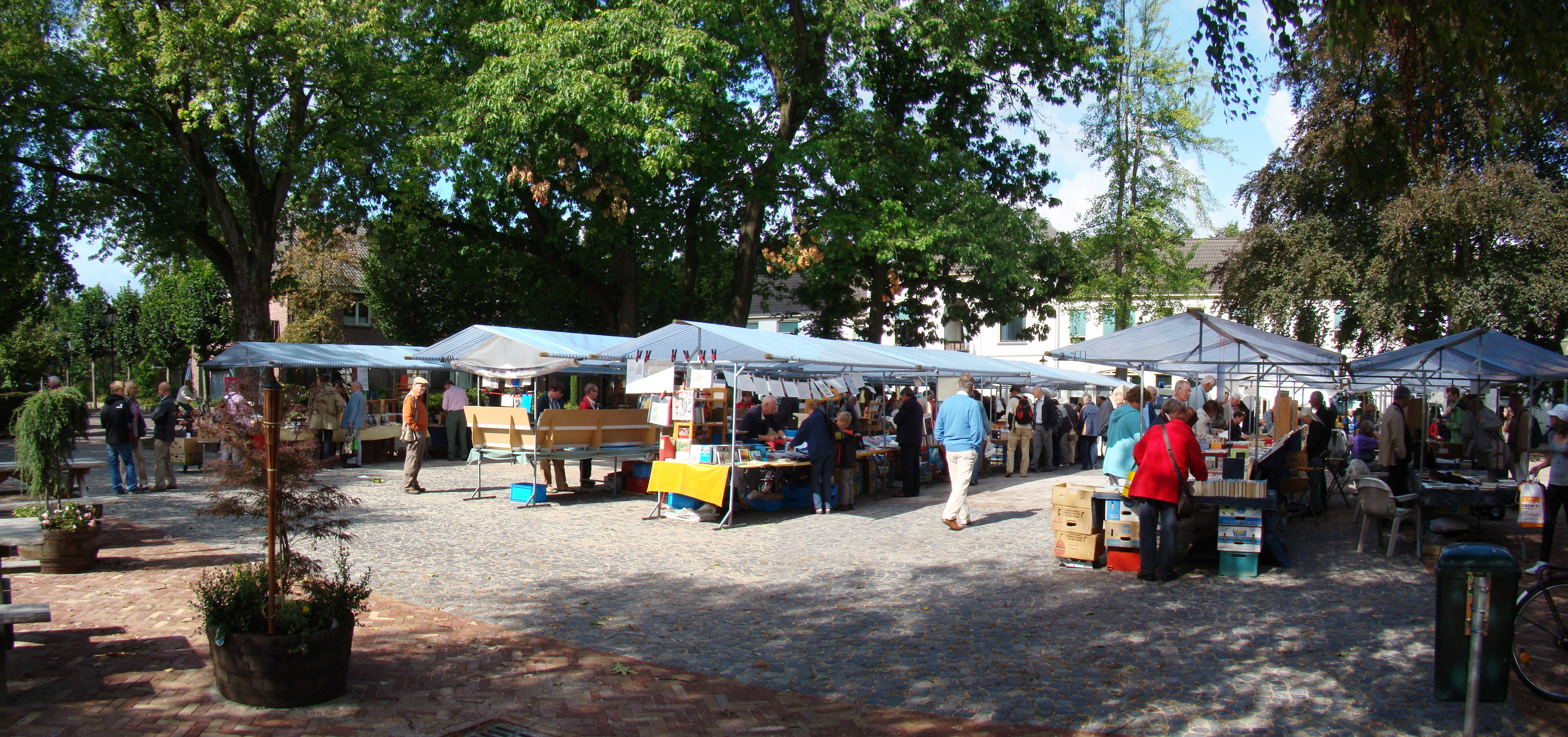
Boekenmarkt in Bredevoort

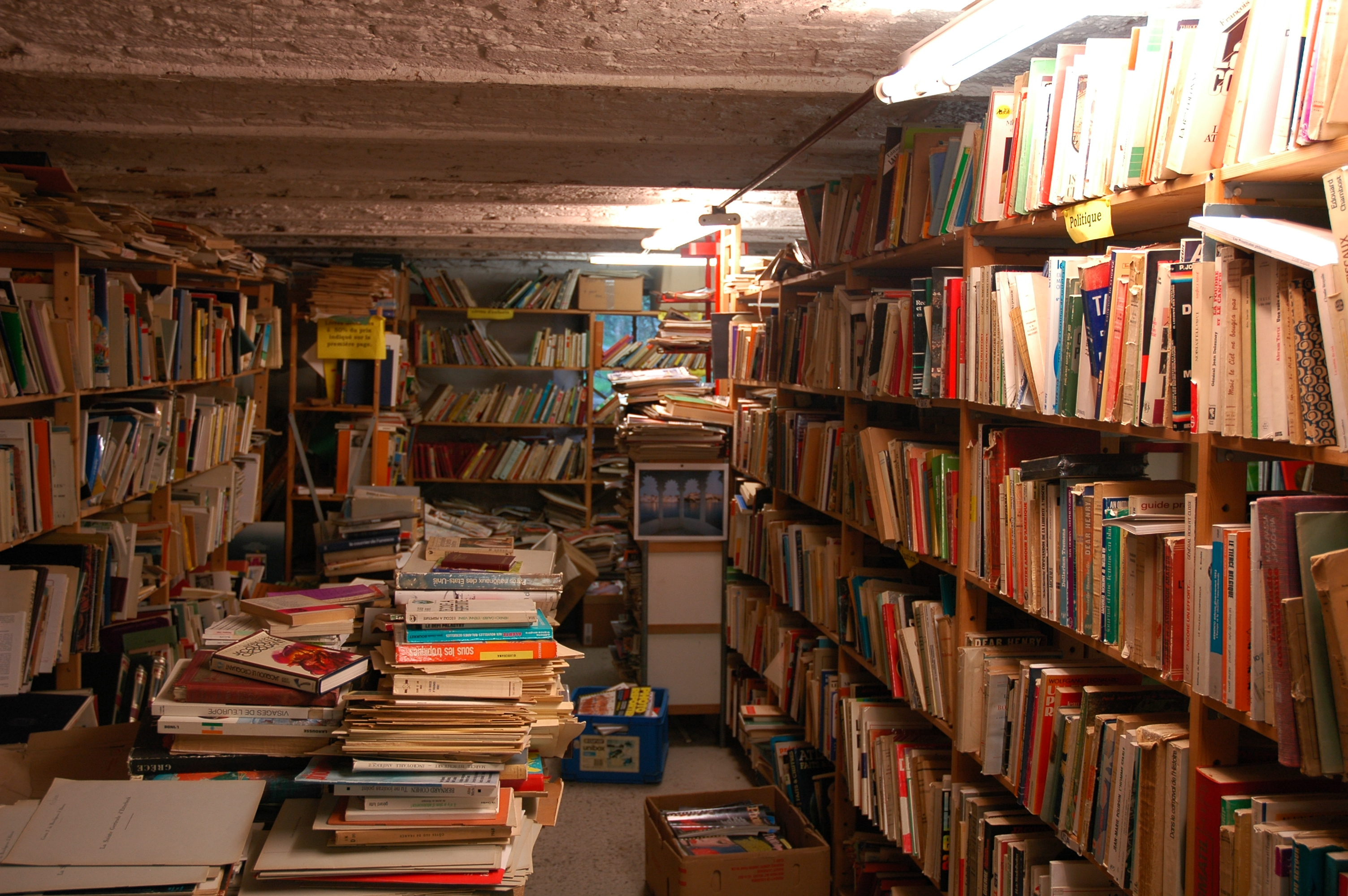
Boekwinkel in Redu

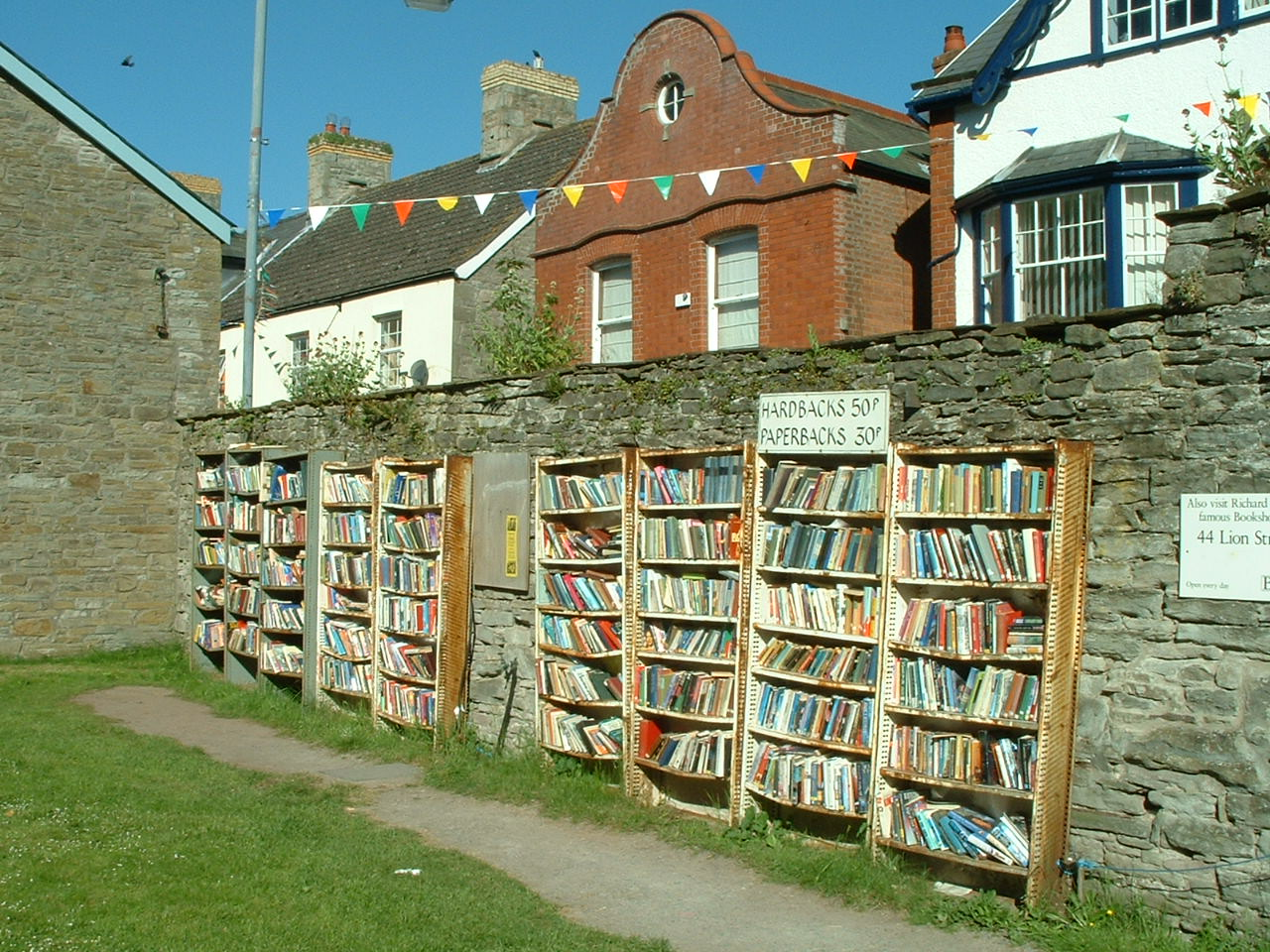
Boeken in Hay-On-Wye

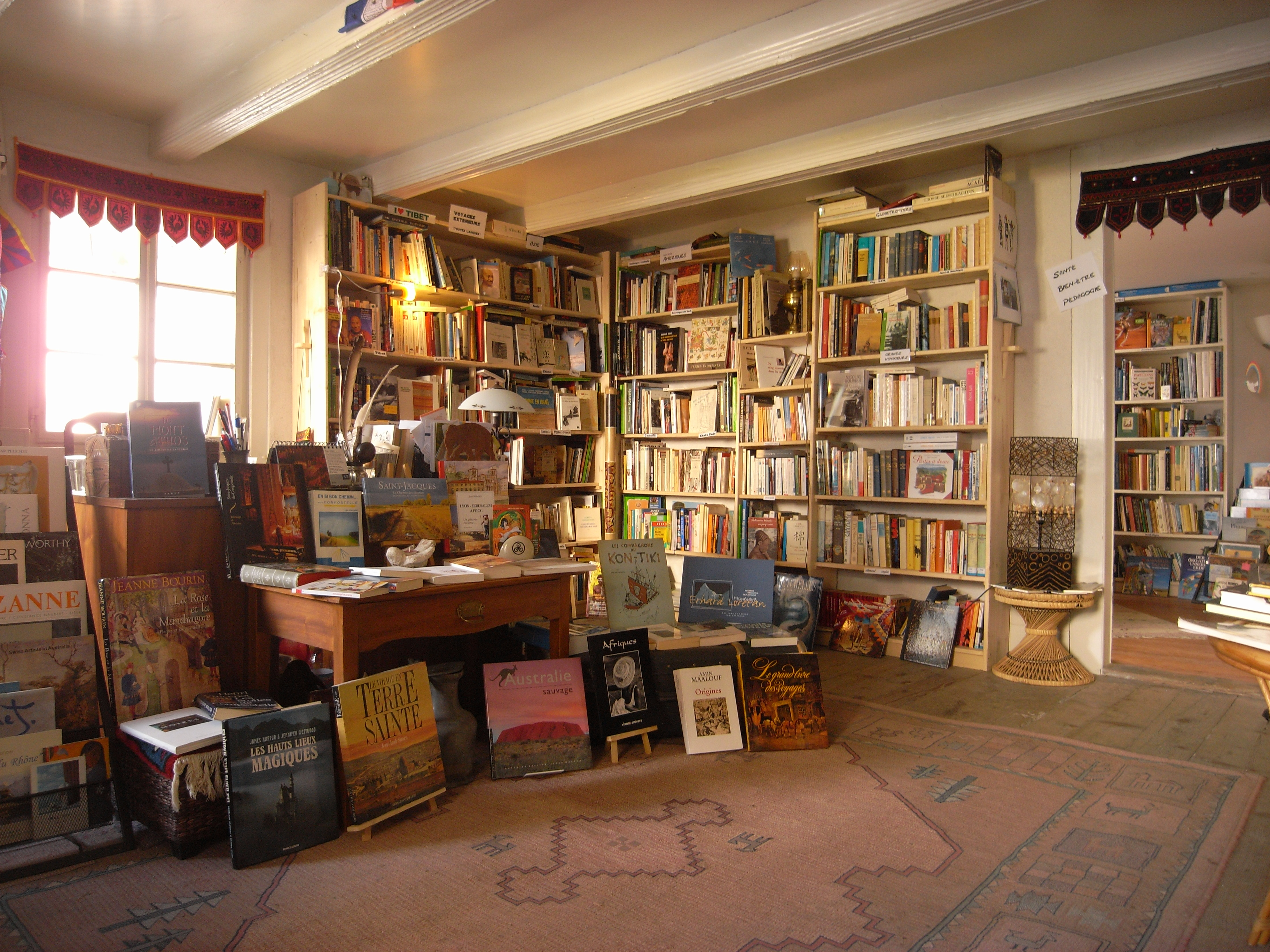
Antiquariaat in Saint-Pierre-de-clages

Een boekenstad is een plaats die bekendheid geniet vanwege zijn grote aantal antiquariaten en tweedehandsboekenwinkels.
Diverse boekensteden zijn verenigd in de International Organisation of Book Towns.

## België
- Redu in 2021 als boekendorp in verval. Steeds meer handelaars stoppen ermee wegens de concurrentie waartegen ze niet opgewassen zijn.[bron?]
- Damme

## Nederland
- Het Gelderse Bredevoort dat meer dan twintig antiquarische boekhandels herbergt is sinds 1993 bekend als boekenstad.
- Deventer is boekenstad van oudsher. Eeuwenlang waren hier veel drukkers en uitgevers gevestigd. In 1477 drukte Richard Pafraet het eerste boek volgens de nieuwste boekdrukkunst in Deventer. De stad bleef lang vestigingsplaats van uitgeverijen en drukkerijen met een landelijke betekenis. Er is een bovengemiddeld aanbod van tweedehands boekhandels en antiquariaten. De Athenaeumbibliotheek, gesticht in 1560, is de oudste wetenschappelijke stadsbibliotheek van West-Europa, met een grote collectie middeleeuwse handschriften en incunabelen. Sinds 1988 vindt in de IJsselstad jaarlijks een boekenmarkt plaats. Met bijna achthonderd kramen is het volgens de organisatoren de grootste boekenmarkt van Europa. Voorafgaand aan deze Deventer Boekenmarkt vond tot 2019 poëziefestival Het Tuinfeest plaats. Ook jaarlijks wordt in januari de antiquarenbeurs 'Boeken in de Bergkerk' gehouden, handelaren tonen dan hun meest waardevolle boeken.

## Andere landen
- Wales
  - Hay-on-Wye
- Frankrijk
  - Montolieu
  - Bécherel
- Zwitserland
  - Saint-Pierre-de-Clages
- Canada
  - Sidney, British Columbia
- Duitsland
  - Langenberg, een stadsdeel van Velbert
  - Wünsdorf -Waldstadt, een stadsdeel van Zossen